# ماريان لو كابيلان
ماريان لو كابيلان (من مواليد عام 1851- وتُوفيت عام 1923) هي معلمة بريطانية، أسست واحدة من أولى المدارس الثانوية المتاحة لتعليم الفتيات في كوستاريكا.

## سيرتها الذاتية
وُلدت ماريان لو كابيلان في عام 1851 في جيرزي حيث أكملت تعليمها، ثم ذهبت إلى إنجلترا ودرست الكلاسيكيات في يورك. في عام 1872، انتقلت ماريان وأختها، آدا، إلى كوستاريكا للعمل كموظفين عند الطبيب خوسيه ماريا مونتيليجري، بعد أن تركوا منصبًا مشابهًا لرافائيل زالديفار، وهو سياسي سلفادوري أصبح فيما بعد رئيسًا للسلفادور.
قامت الشقيقتان بإنشاء مدرسة خاصة وأعطتا دروس اللغة الإنجليزية للعائلات في سان خوسيه حتى عام 1886، عندما عادت ماريان إلى أوروبا، وتزوجت أختها أدا ماورو فرنانديز أكونا،.
عندما عُين فيرنانديز وزيرًا للتعليم، وظّف ماريان في عام 1888 للعمل في الولاية كمُوجهة للتليم الأساسي في المدارس. عادت ماريان إلى العمل وبدأت في تنظيم المؤسسات التعليمية، بما في ذلك توظيف المعلمين، وتصميم الفصول الدراسية، وتدريس دورات اللغة الإنجليزية والعلوم. صممت منظمة مفتوحة لجميع الطبقات الاجتماعية والأعراق والديانات وأضافت في وقت لاحق ملحق رياض الأطفال للمدرسة الثانوية.
في عام 1913، ساعدت ماريان في تأسيس برنامج "La Gota de Leche" (قطرة حليب) مع أنجيلا أكونا براون، وآنا روزا شاكون وسارة كاسال، والذي يهدف إلى توفير الحليب للأطفال المحرومين وكذلك تعليم أمهاتهم طرق التغذية السليمة وتشجيع الرضاعة الطبيعية. بعد 20 عامًا من إدارة المدرسة، غادرت كابيلان في عام 1908 بسبب اعتلال صحتها وعادت إلى أوروبا.
تُوفيت ماريان في باريس، فرنسا في عام 1923. أُعيد جثمانها إلى كوستاريكا وتم إنشاء نصب تذكاري تخليدّا لذكراها في ساحة سان جوزيه العامة.